# Freaks of Nature (film)
Pour l'album, voir Freaks of Nature.
Pour plus de détails, voir Fiche technique et Distribution.
Freaks of Nature est un film d'horreur américain sorti aux États-Unis en 2015 et directement en VOD en France en 2016.

## Synopsis
Dans la ville fictive américaine de Dillford vivent en harmonie l'espèce humaine, des vampires, et des morts-vivants. L'action du film se déroule en partie dans le lycée de la ville.
Une nuit une soucoupe volante arrive et des créatures extraterrestres en débarquent, enlevant chaque habitant de la ville.
Trois jeunes décident de s'unir pour affronter la menace alien.

## Distribution
- Nicholas Braun (VF : Emmanuel Garijo) : Dag Parker
- Mackenzie Davis (VF : Edwige Lemoine) : Petra Lane
- Josh Fadem (VF : Benjamin Bollen) : Ned Mosely
- Joan Cusack (VF : Josiane Pinson) : Peg Parker
- Bob Odenkirk (VF : Cyrille Artaux) : Shoot Parker
- Keegan-Michael Key (VF : Serge Faliu) : Mayhew P. Keller
- Ed Westwick (VF : Nessym Guetat) : Milan Pinache
- Patton Oswalt (VF : Jérôme Wiggins) : Stuart Miller
- Vanessa Hudgens (VF : Adeline Chetail) : Lorelei
- Denis Leary (VF : Lionel Tua) : Rick Wilson
- Mae Whitman (VF : Noémie Orphelin) : Jenna Zombie
- Chris Zylka (VF : Yoann Sover) : Alex Lachan
- Natalie Palamides (VF : Corinne Martin) : Kathie Murch